# Formula 1: Drive to Survive
Fórmula 1: Dirigir Para Viver (Fórmula 1: A Emoção de um Grande Prémio em PT) é uma Série de Documentários produzida em colaboração entre a Netflix e a Fórmula 1 para dar uma visão exclusiva dos bastidores do Campeonato Mundial de Fórmula 1 2018. A série original da Netflix estreou em 8 de março de 2019.

## Premissa
A série de documentários tem 10 partes é a "primeira a realmente imergir o público dentro dos cockpits, o paddock e as vidas dos principais pilotos e chefes de equipe da Fórmula 1 ". A série abrange o Campeonato Mundial de Fórmula 1 de 2018 e tem "acesso incomparável e exclusivo aos pilotos mais rápidos do mundo, diretores de equipe e proprietários, bem como à própria equipe de gerenciamento da Fórmula 1 (Federação Internacional do Automóvel)".

## Episódios

### 1ª Temporada (2019)
| N.º | Título                                   | Exibição original  |
| --- | ---------------------------------------- | ------------------ |
| 1   | "Adrenalina e Paixão/ Tudo em jogo (PT)" | 8 de março de 2019 |
| 2   | "O Rei da Espanha"                       | 8 de março de 2019 |
| 3   | "Redenção"                               | 8 de março de 2019 |
| 4   | "A Arte da Guerra"                       | 8 de março de 2019 |
| 5   | "Problemas no Topo"                      | 8 de março de 2019 |
| 6   | "Tudo ou Nada"                           | 8 de março de 2019 |
| 7   | "Mantendo o Foco"                        | 8 de março de 2019 |
| 8   | "A Nova Geração"                         | 8 de março de 2019 |
| 9   | "Estrelas e Listras"                     | 8 de março de 2019 |
| 10  | "Cruzando a Linha de Chegada"            | 8 de março de 2019 |

### 2ª Temporada (2020)
| N.º | Título                     | Exibição original       |
| --- | -------------------------- | ----------------------- |
| 1   | "Apaguem as Luzes"         | 28 de fevereiro de 2020 |
| 2   | "Confronto Final"          | 28 de fevereiro de 2020 |
| 3   | "Briga de Cachorro Grande" | 28 de fevereiro de 2020 |
| 4   | "Dias Difíceis"            | 28 de fevereiro de 2020 |
| 5   | "Grandes Expectativas"     | 28 de fevereiro de 2020 |
| 6   | "Troca de Pilotos"         | 28 de fevereiro de 2020 |
| 7   | "A cor da raiva"           | 28 de fevereiro de 2020 |
| 8   | "Dança das Cadeiras"       | 28 de fevereiro de 2020 |
| 9   | "Sangue, Suor e Lágrimas"  | 28 de fevereiro de 2020 |
| 10  | "Bandeira Quadriculada"    | 28 de fevereiro de 2020 |

### 3ª Temporada (2021)
| N.º | Título                                  | Exibição original   |
| --- | --------------------------------------- | ------------------- |
| 1   | "O dinheiro manda"                      | 19 de março de 2021 |
| 2   | "De volta às pistas"                    | 19 de março de 2021 |
| 3   | "Provando o próprio valor"              | 19 de março de 2021 |
| 4   | "Precisamos falar sobre a Ferrari"      | 19 de março de 2021 |
| 5   | "Rompimento"                            | 19 de março de 2021 |
| 6   | "O retorno"                             | 19 de março de 2021 |
| 7   | "A difícil escolha de Guenther Steiner" | 19 de março de 2021 |
| 8   | "Sem arrependimentos"                   | 19 de março de 2021 |
| 9   | "Um grave acidente"                     | 19 de março de 2021 |
| 10  | "A batalha chega ao fim"                | 19 de março de 2021 |

## Produção

### Desenvolvimento
Em 24 de março de 2018, a Fórmula 1 anunciou que a Netflix havia encomendado uma série de documentários de 10 episódios, dando uma visão exclusiva dos bastidores do Campeonato Mundial de Fórmula 1 da FIA em 2018.
A série será produzida por James Gay-Rees e Paul Martin para a produtora Box to Box Films. Sophie Todd será a showrunner da produção.
Em julho de 2019, a Fórmula 1 anunciou que uma segunda temporada iria estrear em 2020 envolvendo todas as 10 equipes.

## Lançamento
Em 20 de fevereiro de 2019, o primeiro trailer da série foi lançado e em 8 de março de 2019 a série estreou na Netflix.
Em 17 de fevereiro de 2020, o trailer da segunda temporada foi lançado e estreou no Netflix em 28 de fevereiro de 2020. 